# Sōma Yoshitane
Sōma Yoshitane est un nom japonais traditionnel ; le nom de famille (ou le nom d'école),  Sōma, précède donc le prénom (ou le nom d'artiste).
Sōma Yoshitane (相馬義胤, 1548-1635), fils ainé de Sōma Moritane, est un daimyo du sud de la province de Mutsu et le chef à la 16e génération du clan Sōma. Yoshitane combat de nombreuses fois le clan Date jusqu'à sa défaite en 1589. Après la soumission de Date Masamune à Toyotomi Hideyoshi, Yoshitane déclare également son allégeance à Hideyoshi puis est rétabli dans ses possessions du domaine de Sōma dans la province de Mutsu. Lors de la campagne de Sekigahara, Yoshitane ne répond pas assez vite à l'appel aux armes de Tokugawa Ieyasu et se voit en conséquence dépossédé de son territoire.
En 1603 naît Iemitsu, petit-fils de Ieyasu, et en cette heureuse occasion, la famille de Yoshitane est restaurée dans son territoire à Sōma.
Son fils Sōma Toshitane lui succède en tant que tozama daimyo.